# Зла смрт (филм из 2013)
Зла смрт (енгл. Evil Dead) амерички је натприродни сплатер хорор филм из 2013. године, режисера и сценаристе Феда Алвареза, са Џејн Ливи, Шилом Фернандезом, Луом Тејлором Пучијем и Џесиком Лукас у главним улогама. Представља благи рибут/наставак оригиналне трилогије (1981−1992) редитеља Сема Рејмија, а радња је смештена пре или за време дешавања из ТВ серије Еш против злих мртваца (2015−2018). Продуценти филма су Роберт Таперт, Сем Рејми и Брус Кембел, који има камео појављивање као Еш Вилијамс, главни протагониста оригиналне трилогије.
Рејми и Кембел су годинама планирали прављење новог наставка или римејка, али је 2009. Кембел признао да сценарији које су писали „нису водили никуда” и да би фанови били разочарани. Међутим, у интервјуу за Редит из априла 2011, Кембел је рекао да је прочитао Алварезов сценарио и дао реч да ће римејк бити сјајан. Филм је званично најављен у јулу исте године. Алварез је у интервјуу за Bloody Disgusting потврдио да ће у филму бити коришћени искључиво практични ефекти, а не CGI технологија.
Зла смрт је премијерно приказана 8. марта 2013, на филмском фестивалу Југ-југозапад, а у биоскопима је почела да се приказује 5. априла те године, у дистрибуције продукцијске куће Sony Pictures Releasing Филм је остварио комерцијални успех, зарадивши 97,5 милиона долара са вишестуко мањим буџетом, и добио претежно позитивне оцене критичара и публике. Био је номинован за Награду Емпајер за најбољи хорор филм и Награду Сатурн за најбољу шминку.
Годинама су у плану били разни наставци које је Рејми хтео да режира, али ниједан од њих није реализован. Уместо тога, снимљена је ТВ серија Еш против злих мртваца, у којој се Кембел вратио у улогу Еша Вилијамса. Пети филм, Зли мртви: Буђење, премијерно је приказан 2023. године.

## Радња
Мија Ален одлази са братом Дејвидом и групом пријатеља у удаљену колибу у шуми, како би покушала да преброди зависност од хероина. Ствари крећу по злу када један од њених пријатеља пронађе Некрономикон у подруму и наглас прочита неколико реченица из њега. Он тиме пробуди демонску силу која поседа Мију и тера је да убије своје пријатеље.

## Улоге
| Глумац           | Улога              |
| ---------------- | ------------------ |
| Џејн Ливи        | Мија Ален          |
| Шило Фернандез   | Дејвид Ален        |
| Лу Тејлор Пучи   | Ерик               |
| Џесика Лукас     | Оливија            |
| Елизабет Блекмор | Натали             |
| Феникс Коноли    | тинејџер           |
| Џим Макларти     | Харолд             |
| Шан Дејвис       | старица            |
| Стивен Батерворт | крезави сељак      |
| Карл Вилетс      | чупави сељак       |
| Рандал Вилсон    | поседнута Мија     |
| Руперт Дегас     | глас демона        |
| Инка             | пас „Деда”         |
| Брус Кембел      | Ешли „Еш” Вилијамс |